# Andreas Aerts
Andreas Aerts (Lommel, 10 november 1715 - Schijndel, 13 augustus 1790) was een Nederlands apostolisch vicaris van het vicariaat van Den Bosch.

## Opleiding
Aerts volgde zijn opleiding te Leuven en behaalde in 1742 een licentiaat in de godgeleerdheid aan de universiteit aldaar, na eerder (1739-1742) professor in de theologie aan het collegium van Standonck te Leuven geweest te zijn. 

## Loopbaan
Aerts werd kapelaan te Schijndel en later pastoor te Heeze (1740). In 1751 werd hij pastoor van de Sint Jacobskerk te 's-Hertogenbosch. In 1763 werd hij pastoor te Schijndel. In het begin van dat jaar benoemde paus Clemens XIII hem tot apostolisch vicaris van Den Bosch, hetgeen hij tot zijn dood zou blijven. Op 16 augustus 1790 werd Aerts naast de Oude Kerk te Schijndel begraven. 
- Biografisch Portaal: 85463934
- Digitale Bibliotheek voor de Nederlandse Letteren: aert018
- International Standard Name Identifier: 0000 0003 8764 7837
- Nederlandse Thesaurus van Auteursnamen: 136446159
- Virtual International Authority File: 280691067
- WorldCat: E39PBJh4wbpcXQ4cVrgxmjpkjC